# Gilles Curien
Pour les articles homonymes, voir Curien.
Gilles Curien, né à Cornimont (Vosges) le 26 février 1922 et mort le 8 février 2017 à Remiremont,, est un diplomate français, élevé au grade d'ambassadeur de France.

## Biographie
Gilles Curien naît d'un père receveur municipal, Robert Curien, et d'une mère institutrice, Berthe Girot. Il est le frère aîné d'Hubert Curien (1924-2005), physicien et cristallographe. Après ses études secondaires au collège de Remiremont puis au lycée d'Épinal, il obtient une licence en droit puis le diplôme de l'École libre des sciences politiques. 
Entré en 1946 au ministère des Affaires étrangères, il occupe des postes successifs d'attaché puis de secrétaire à Rome (1948-1955), à Bonn (1955-1959) et à Washington (1959-1962).  
En 1962, il devient directeur du cabinet du ministre d'état chargé de la recherche scientifique et des questions atomiques et spatiales,  puis de 1962 à 1965, directeur adjoint du cabinet du ministre des Affaires étrangères Maurice Couve de Murville, avant d'être, de 1965 à 1967, directeur du cabinet du secrétaire d'État aux Affaires étrangères, chargé de la coopération, Yvon Bourges.  
Il est nommé ambassadeur de France à Brazzaville (Congo), de 1968 à 1970. De 1970 à 1974, il devient directeur du service des affaires scientifiques au Quai d'Orsay et, de 1974 à 1979, directeur du personnel et de l'administration générale. 
Ambassadeur de France à Berne (Suisse) de 1979 à 1982, il est ensuite nommé représentant de la France auprès de la Conférence  pour la sécurité et la coopération en Europe à Madrid (Espagne) en 1982-1983. Il devient ambassadeur représentant permanent de la France auprès de l'OTAN à Bruxelles (Belgique) de 1984 à 1987. Cette année-là, il est élevé à la dignité d'Ambassadeur de France. 
De 1987 à 1989 il dirige la délégation française à la réunion de la Conférence pour la sécurité et la coopération en Europe à Vienne (Autriche) . Il termine sa carrière en 1991 comme chargé de mission aux États-Unis sur la sécurité européenne.

### Vie privée
Marié en 1950 à Sophie Périer (1929-1985), dont il a eu quatre enfants : Grégoire, Virginie, Vincent et Pauline, desquels sont nés neuf petits-enfants, il épouse en secondes noces Françoise Béesau, née Chavannes, décédée en 2003.

## Œuvres

### Ouvrages
- La Morale en politique, 1962, Plon
- Préliminaires à l'unité des esprits, 1991, Cariscript
- Indispensable vertu de force, 1993, Éditions du Cerf
- Diplomates et prophètes, 1997, Éditions du Cerf
- Aujourd'hui la fin des temps, 2000, Éditions du Cerf

### Articles
- «Rythmes du monde. Les accords économiques internationaux depuis 1860», dans Annales. Économie, Sociétés, Civilisations, no 3, 1946 [lire en ligne]
- «Politique et valeurs, réflexions sur le Liban», dans Cedrus libani, no 13-14, 1991
- «Préliminaires à l'unité des esprits», dans Cedrus libani, no 19-24, 1992
- «La diplomatie française au XVIIIe siècle», dans Mémoires de l'Académie de Stanislas, 8e série, tome XX, 2005-2006, p. 275-286 [lire en ligne]
- «De la querelle des Universaux à la globalisation», dans Mémoires de l'Académie de Stanislas, 8e série, tome XXIV, 2009-2010, p. 147-159 [lire en ligne]
- «La Morale en politique, dans Mémoires de l'Académie de Stanislas, 8e série, tome XXV, 2010-2011, p. 431-439 [lire en ligne]

## Distinctions
- Commandeur de la Légion d'honneur
- Grand officier de l'ordre national du Mérite
- Commandeur de l'ordre du Mérite agricole